# Uniunea Economică și Monetară (Uniunea Europeană)
Promovarea unui progres economic și social echilibrat și durabil, în special prin stabilirea unei uniuni economice și monetare cuprinzând în viitor o monedă unică este un obiectiv important al Tratatului de la Maastricht.

## Contextul
În timp ce Actul Unic European din 1986 nu conține niciun fel de angajament sau prevedere referitoare la Uniunea Economică și Monetară, într-un preambul din 1972 este statuat faptul că șefii statelor membre au aprobat un obiectiv relativ la instituirea unei Uniuni Economice și Monetare. Acesta a fost catalizatorul pentru a readuce problema pe agenda politică a summitului de la Hannover din 1988. Cu prilejul acestei reuniuni a Consiliului European, a fost confirmat obiectivul realizării treptate a Uniunii Economice și Monetare. De asemenea, Consiliul a încredințat unui comitet prezidat de Jacques Delors, la vremea aceea președinte al Comisiei Europene, mandatul de a studia și formula propuneri cu privire la etapele concrete de realizare a acestei uniuni. Din comitet făceau parte guvernatorii Băncilor Centrale naționale din Comunitatea Europeană, precum și Alexandre Lamfalussy, director general la acel moment al Băncii Reglementelor Internaționale, Niels Thygesen, profesor danez de economie și Miguel Boyer, la acea dată președinte al Banca Exterior de Espana.

## Conținut
Raportul elaborat de acest comitet, cunoscut sub numele de ''Raportul Delors'', propunea realizarea Uniunii Economice și Monetare în trei etape diferite, 
dar evolutive.

### Prima etapă a UEM
În temeiul raportului Delors, Consiliul European reunit la Madrid în 26-27 iunie 1989 a hotărât ca prima etapă a realizării Uniunii Economice și Monetare să debuteze la 1 iulie 1990. Prima etapă presupune desăvârșirea pieței interne, precum și stabilirea orientărilor comune ale politicii economice (în domeniul bugetar și monetar). În principiu, la 1 iulie 1990 au fost eliminate toate restricțiile privind circulația capitalurilor între statele membre.
În vederea realizării etapelor a II-a și a III-a și pentru a pune bazele structurii instituționale necesare, se impunea revizuirea Tratatului CEE. În acest scop, în 1991 a fost convocată o Conferință Interguvernamentală (CIG), dedicată Uniunii Economice și Monetare, care s-a desfășurat în același timp cu o Conferință Interguvernamentală privitoare la Uniunea Politică.

### A doua etapă a UEM și TUE
Aceasta implică crearea unui Sistem European al Băncilor Centrale (SEBC), având ca sarcină coordonarea politicilor monetare naționale și elaborarea unei politici monetare comune la nivel comunitar.
Tratatul asupra Uniunii Europene este cel care a stabilit fundamentele relative la înaintarea către Uniunea Economică și Monetară, stipulând în acest sens că a II-a etapă a UEM debutează la 1 ianuarie 1994, conform art. 109E.
Tratatul de la Maastricht a adăugat un nou articol, 3a, Părții I a Tratatului CE, care cuprinde dispozițiile referitoare la principiile fundamentale. Acesta dispune ca activitățile statelor membre și ale Comunității trebuie să cuprindă adoptarea unei politici economice, bazată pe o strânsă coordonare a politicilor statelor membre în ceea ce privește piața internă și pe definirea obiectivelor comune și conduse în conformitate cu principiul unei economii de piață deschise, în care concurența este liberă. Acțiunea ștatelor membre și a Comunității presupune fixarea irevocabilă a cursurilor de schimb, care să conducă la introducerea unei monede unice, ECU, precum și definirea și aplicarea unei politici monetare unice și a unei politici unice a cursurilor de schimb, al căror obiectiv principal îl constituie menținerea stabilității prețurilor și fără a aduce atingere acestui obiectiv, susținerea politicilor economice generale ale Comunității, în conformitate cu principiul unei economii de piață deschise în care concurența este liberă. Această acțiune implică respectarea următoarelor principii directoare: prețuri stabile, finanțe publice și condiții monetare solide, precum și o balanță de plăți stabile.
De remarcat însă că Uniunea Monetară nu este plauzibilă fără adoptarea unor măsuri de control la nivel central, în ce privește politica fiscală și în special în domeniul bugetar. 
Tratatul cuprinde și o serie de dispoziții relative la politica monetară. Conform art. 109F, începând cu a II-a etapă a UEM, este înființat un Institut Monetar European (IME). Acesta a fost predecesorul Băncii Centrale Europene (BCE), instituție care și-a început misiunea odată cu a III-a etapă a UEM. Până la 31 decembrie 1996, Institutul Monetar European a avut rolul de a specifica cadrul organizatoric, logistic și normativ pentru ca SEBC să-și poată îndeplini atribuțiile în cea de-a III-a etapă.
Statele membre trebuiau să se asigure că băncile lor centrale sunt independente și consideră politica cursului de schimb o problemă de interes comun.
În scopul completării și clarificării măsurilor din Tratat referitoare la UEM, Consiliul European a adoptat în iunie 1997 Pactul de Stabilitate și Creștere, cuprinzând două regulamente, menit să asigure disciplina bugetară în contextul Uniunii Economice și Monetare. În mai 1998, Pactul a fost completat printr-o declarație a Consiliului, prin care se reafirmau angajamentele statelor membre.

### A treia etapă a UEM
A fost stabilită să debuteze la 1 ianuarie 1999. În acest sens, Tratatul conține criterii detaliate relative la trecerea de la II-a la a III-a etapă. Astfel, Comisia și Institutul Monetar European înaintează Consiliului rapoarte privind progresul statelor membre în realizarea UEM. Aceste rapoarte examinează dacă Băncile Centrale ale statelor membre îndeplinesc criteriul independenței, dar în special verifică satisfacerea criteriului privind convergența. Îndeplinirea acestor criterii constituie o condiție esențială pentru ca un stat membru să treacă la moneda unică.
Statele membre care nu îndeplinesc criteriile sunt denumite „state care fac obiectul unei derogări”. Situația lor este reevaluată cel puțin odată la doi ani, pentru a se determina dacă îndeplinesc condițiile cerute. În tot timpul în care aceste state rămân în afara zonei monedei unice, unele prevederi ale Tratatului nu le sunt aplicabile. În temeiul rapoartelor elaborate de Comisie și de Institutul Monetar European, Consiliul, statuând cu majoritate calificată, la recomandarea Comisiei, evaluează pentru fiecare stat membru îndeplinirea de către acesta a condițiilor privind adoptarea monedei unice. De asemenea, Consiliul evaluează dacă majoritatea statelor membre satisfac aceste condiții. Ulterior acestei evaluări, Consiliul trimite concluziile sale sub forma unei recomandări Consiliului reunit la nivel de șefi destat sau de guvern. Parlamentul European trebuie și el consultat, înaintându-și avizul Consiliului reunit la nivel de șefi de stat sau de guvern. Consiliul reunit astfel trebuie să hotărască cu majoritate calificată, ținând seama și de recomandarea Consiliului, dar nu mai târziu de 31 decembrie 1996, dacă majoritatea statelor membre îndeplinesc condițiile pentru adoptarea unei monede unice. De asemenea, trebuie să decidă dacă este potrivit pentru comunitate să intre în a treia etapă, iar dacă da, să stabilească începerea acesteia.
În cazul în care data începerii celei de-a III-a etape nu a fost fixată până la finalul anului 1997, atunci va debuta la 1 ianuarie 1999.

## Urmări
Trecerea la cea de-a treia etapă a UEM a avut repercusiuni și asupra structurilor instituționale, politicii economice și politicii monetare. Institutul Monetar European și-a încheiat misiunea, odată cu înființarea Băncii Centrale Europene la 1 ianuarie 1998.
La 2 mai 1998, Consiliul reunit la nivel de șefi de stat sau de guvern la Bruxelles a decis în unanimitate că 11 state membre îndeplinesc condițiile necesare pentru participarea la a III-a etapă a UEM și adoptarea monedei unice la 1 ianuarie 1999. Primele state membre participante au fost Belgia, Germania, Spania, Franța, Irlanda, Italia, Luxemburg, Olanda, Austria, Portugalia și Finlanda. Regatul Unit a negociat un protocol care a fost anexat TUE, în care se specifică faptul că nu este ținut a trece la a treia etapă a Uniunii Economice și Monetare, chiar dacă îndeplinește criteriile de convergență.
Cea de-a III-a și ultima etapă a UEM a început la 1 ianuarie 1999, cu fixarea irevocabilă a cursurilor de schimb pentru monedele celor 11 state membre participante inițial la UEM și cu aplicarea unei politici monetare unice sub responsabilitatea Băncii Centrale Europene.
Numărul statelor participante a ajuns la 12 la 1 ianuarie 2001, atunci când Grecia a intrat în cea de-a III-a etapă a UEM.
La 1 ianuarie 2002 au fost introduse noile bancnote și monede, iar monedele naționale au fost retrase din circulație, până la finalul lunii februarie 2002.
În prezent, 17 state membre au adoptat moneda unică Euro: Belgia, Germania, Spania, Franța, Irlanda, Italia, Olanda, Austria, Portugalia, Finlanda, Luxemburg (1999), Grecia (2001), Slovenia (2007), Cipru, Malta (2008), Slovacia (2009) și Estonia (2011)formând ceea ce este cunoscut sub denumirea de „zona euro”.